# Parafia Miłosierdzia Bożego w Orzeszu
Parafia Miłosierdzia Bożego – rzymskokatolicka parafia znajdująca się w Orzeszu, w dzielnicy Zazdrość. Parafia należy do dekanatu Orzesze i archidiecezji katowickiej. Została erygowana 15 kwietnia 2001 roku. Kościół poświęcił bp Gerard Bernacki 9 czerwca 2007 roku.

## Proboszczowie
Źródło:
- ks. Marek Blinda (2001–2011), budowniczy kościoła
- ks. Roman Woźniak (administrator od 2011, proboszcz od 2012)